# Ernst Huchzermeyer
Ernst Huchzermeyer (* 29. September 1902 in Huchzen; † 12. Januar 1991 in Hofgeismar) war ein deutscher Verwaltungsjurist.

## Werdegang
Huchzermeyer entstammt einer alten westfälischen Bauernfamilie und wuchs auf dem Meyerhof (Huchzen Nr. 1) auf. Er besuchte von seinem sechsten bis zu seinem neunten Lebensjahr die Volksschule in Tengern, darauf das Progymnasium (Selecta) in Lübbecke und – da dort das Abitur nicht möglich war – von Ostern 1917 bis 1922 das humanistische Ernestinum Rinteln. Dort bestand er am 22. März 1922 unter Befreiung von der mündlichen Prüfung das Abiturexamen. Er nahm ein Studium der Rechtswissenschaften auf und besuchte die Universitäten Münster und Erlangen. Während seines Studiums wurde er 1922 Mitglied der Burschenschaft Franconia Münster. Nebenher arbeitete er vom 4. April bis 1. Dezember 1922 als Volontär bei Sparkasse des Amtes Mennighüffen und vom 1. Januar 1923 bis 31. März 1924 als Bankbeamter in Münster. 
Am 21. Januar 1926 bestand er vor der Prüfungskommission am Oberlandesgericht Hamm die erste juristische Staatsprüfung und trat am 13. Februar 1926 als Referendar am Landgericht Bielefeld in den preußischen Justizdienst ein. Am 26. Juli 1926 bestand er an der Juristischen Fakultät der Universität Erlangen die mündliche Doktorprüfung mit dem Prädikat „gut“ (cum laude) und legte im gleichen Jahr bei Emil Sehling seine Promotionsschrift vor. Das zweite juristische Staatsexamen legte er 1929 ab.
Vom 15. August 1928 bis 31. Oktober 1929 war er Gerichtsassessor bei der Staatsanwaltschaft Dortmund. Am 1. November 1929 ließ er sich als Rechtsanwalt und Notar in Bad Oeynhausen nieder. Die Kanzlei führte er bis Juni 1947. Gleichzeitig fungierte er zwischen dem 1. Mai 1943 und dem 30. Juni 1945 als Beauftragter Staatsanwalt in Bielefeld.
Am 10. Juni 1947 übernahm er das Amt des Kreissyndikus in Lübbecke. Von 1. September 1952 bis zum Eintritt in den Ruhestand am 30. September 1967 war er Oberkreisdirektor des Landkreises Lübbecke.
Huchzermeyer war verheiratet, aus der Ehe ging ein Kind hervor. Er liegt in Bad Oeynhausen in einem Urnengrab bestattet.

## Ehrungen
- 29. September 1967: Verdienstkreuz 1. Klasse der Bundesrepublik Deutschland

## Schriften
- Die Lohnklage des wegen Aufforderung zum Streik fristlos entlassenen Arbeitnehmers im heutigen Handels- und Gewerberecht unter besonderer Berücksichtigung eines bestehenden Tarifvertrages. – Bielefeld: Buchdruckerei August Adam, 1927 (zugleich: Erlangen, Univ., Diss., 1926) .